# Helmut Wagner Freynsheim
Helmut Camillo Wagner Freynsheim (Viena, 25 de enero de 1889 – Bregenz, 16 de febrero de 1968) fue un arquitecto austríaco.

## Biografía
Perteneciente a una familia burguesa culta, su padre fue director de los Ferrocarriles del Estado y su madre hija del historiador del arte Carl Lützow. Estudió en las universidades técnicas de Darmstadt y Viena. Asistió también a la escuela de arquitectura de Adolf Loos, de quien fue uno de sus primeros alumnos.
Poco antes de la Primera Guerra Mundial se constituyó como arquitecto independiente, y durante el conflicto tuvo que realizar el servicio militar, lo cual le llevó a Rusia y a Turquía. Tras la guerra, regresó a Viena, donde realizó numerosas viviendas unifamiliares y complejos de apartamentos, participando en la Österreichischer Werkbund.
En la década de los años treinta se trasladó a Kitzbühel, donde la aparición de los deportes de invierno trajeron consigo la necesidad de construir casas para quienes acudían hasta allí para practicarlos. Wagner-Freynsheim desarrolló muchos proyectos al respecto en los que se apreciaba un nuevo tipo de arquitectura tirolesa, aunque la mayoría no llegaron a materializarse.
Durante la Segunda Guerra Mundial su casa de Kitzbühel fue confiscada y tuvo que trasladarse a Salzburgo, donde vivió durante varios años trabajando como acuarelista y pintor. A finales de los años cuarenta reemprendió su actividad como arquitecto en Vorarlberg, centrándose en el ámbito de la vivienda social. Se convirtió en cofundador de una cooperativa de viviendas destinadas a ayudar a quienes lo necesitaban. A principios de los cincuenta, abandonó la vida laboral y retomó la pintura como aficionado. Murió en Bregenz a la edad de 79 años.